# Збірна Пуерто-Рико з баскетболу
Збірна Пуерто-Рико з баскетболу (ісп. Selección de Baloncesto de Puerto Rico) — національна баскетбольна команда, яка представляє Пуерто-Рико на міжнародній баскетбольній арені.

## Статистика виступів

### Чемпіонати світу
- 1959 — 5 місце
- 1963 — 6 місце
- 1967 — 12 місце
- 1974 — 7 місце
- 1978 — 10 місце
- 1986 — 13 місце
- 1990 — 4 місце
- 1994 — 6 місце
- 1998 — 11 місце
- 2002 — 7 місце
- 2006 — 17 місце
- 2010 — 18 місце
- 2014 — 19 місце
- 2019 — 15 місце
- 2023 — 12 місце

### Олімпійські ігри
| Рік       | Позиція                 | І                       | В                       | П                       |
| --------- | ----------------------- | ----------------------- | ----------------------- | ----------------------- |
| 1960      | 13-е місце              | 8                       | 3                       | 5                       |
| 1964      | 4-е місце               | 9                       | 5                       | 4                       |
| 1968      | 9-е місце               | 9                       | 5                       | 4                       |
| 1972      | 6-е місце               | 9                       | 6                       | 3                       |
| 1976      | 9-е місце               | 7                       | 3                       | 4                       |
| 1980      | Бойкот                  | Бойкот                  | Бойкот                  | Бойкот                  |
| 1984      | Не пройшли кваліфікацію | Не пройшли кваліфікацію | Не пройшли кваліфікацію | Не пройшли кваліфікацію |
| 1988      | 7-е місце               | 8                       | 4                       | 4                       |
| 1992      | 8-е місце               | 8                       | 3                       | 5                       |
| 1996      | 10-е місце              | 7                       | 2                       | 5                       |
| 2000      | Не пройшли кваліфікацію | Не пройшли кваліфікацію | Не пройшли кваліфікацію | Не пройшли кваліфікацію |
| 2004      | 6-е місце               | 7                       | 3                       | 4                       |
| 2008–2020 | Не пройшли кваліфікацію | Не пройшли кваліфікацію | Не пройшли кваліфікацію | Не пройшли кваліфікацію |
| 2024      | 12-е місце              | 3                       | 0                       | 3                       |
| Разом     | 10/22                   | 75                      | 34                      | 41                      |

### Чемпіонат Америки
- 1980 —
- 1984 — 6 місце
- 1988 —
- 1989 —
- 1992 — 4 місце
- 1993 —
- 1995 —
- 1997 —
- 1999 — 4 місце
- 2001 — 4 місце
- 2003 —
- 2005 — 7 місце
- 2007 —
- 2009 —
- 2011 — 4 місце
- 2013 —
- 2015 — 5 місце
- 2017 — 5 місце
- 2022 — 5 місце